# شغال پهلونواری
شغال پهلونواری (نام علمی: Lupulella adusta) نام یک گونه از سرده کوچک گرگی‌ها است.